# Vorstendom Anhalt-Dessau (1546-1561)
Het vorstendom Anhalt-Dessau was een klein land in het Heilige Roomse Rijk. Het vorstendom ontstond in 1546, na de verdeling van Anhalt-Dessau tussen de broers Johan IV, George III en Joachim, waarbij Joachim het sterk verkleinde Anhalt-Dessau kreeg. Na de dood van Joachim in 1561 erfden zijn neven uit Anhalt-Zerbst zijn gebieden.

## Vorst
- 1546 - 1561: Joachim